# Żura
Żura (rum. Jura, ros. Жура) – wieś o spornej przynależności państwowej (de iure Mołdawia, de facto Naddniestrze), w rejonie Rybnica, nad Dniestrem, na historycznym Podolu.

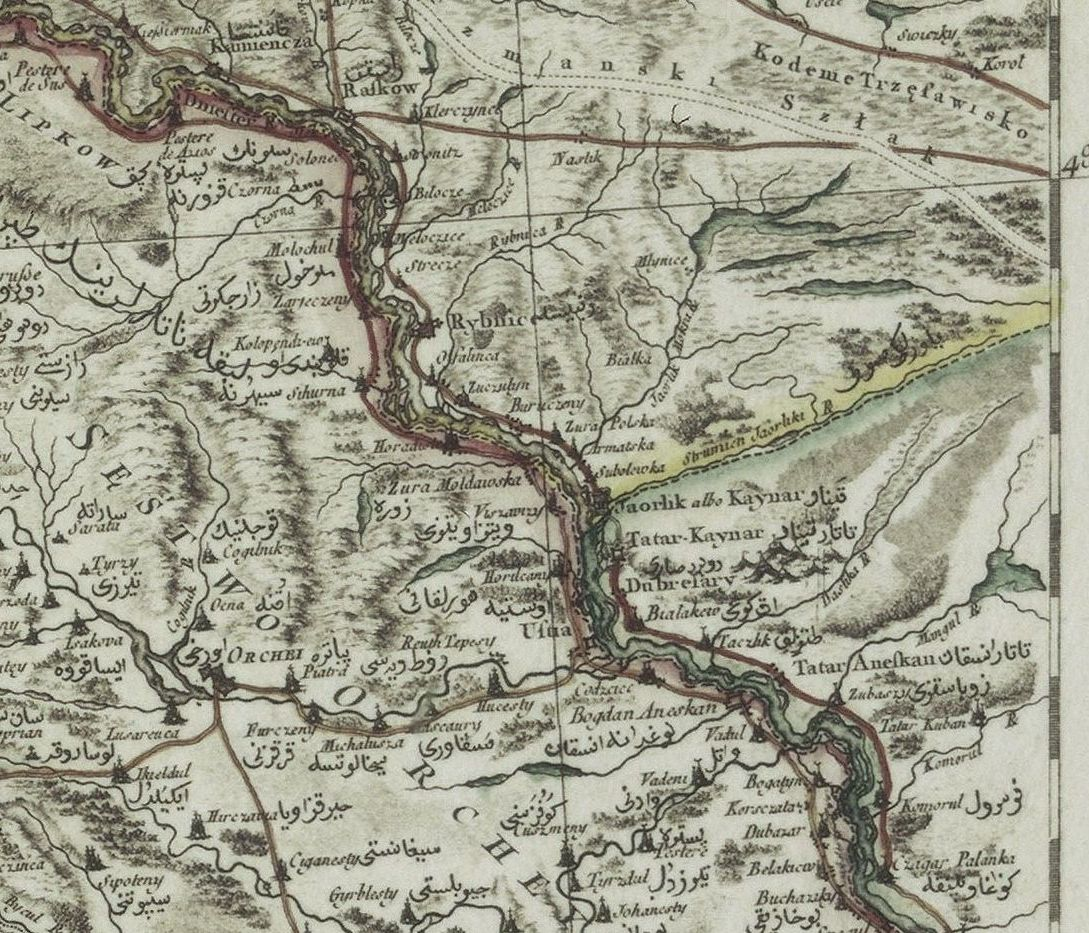
Fragment mapy Polski z 1772 z zaznaczoną Żurą (w centralnej części mapy)

W czasach I Rzeczypospolitej wieś leżała w województwie bracławskim w prowincji małopolskiej Korony Królestwa Polskiego. Była własnością Lubomirskich. Odpadła od Polski w wyniku II rozbioru.